# Eduskuntatalo
Eduskuntatalo (em português significa literalmente casa do parlamento) é a sede do Parlamento da Finlândia, localizada em Helsínquia, no distrito de Töölö.

## História
Em 1923 um concurso foi realizado para escolher um local para um novo Parlamento. Arkadianmäki, uma colina ao lado do que é agora a Mannerheimintie, uma rua na área central de Helsínquia, foi escolhido como local.
A competição arquitectónica que foi realizada em 1924 foi ganhada pela firma de Borg-Siren-Åberg com uma proposta chamada Oratoribus (Latin para "para os oradores"). Johan Sigfrid Sirén (1889-1961), que era o principal responsável pela elaboração do projeto, foi incumbido de conceber o Parlamento. O edifício foi construído de 1926 a 1931 e inaugurado oficialmente em 7 de março de 1931. Desde então, e especialmente durante a Guerra de Inverno e Guerra da Continuação, tem sido palco de muitos momentos-chave na vida política da nação.

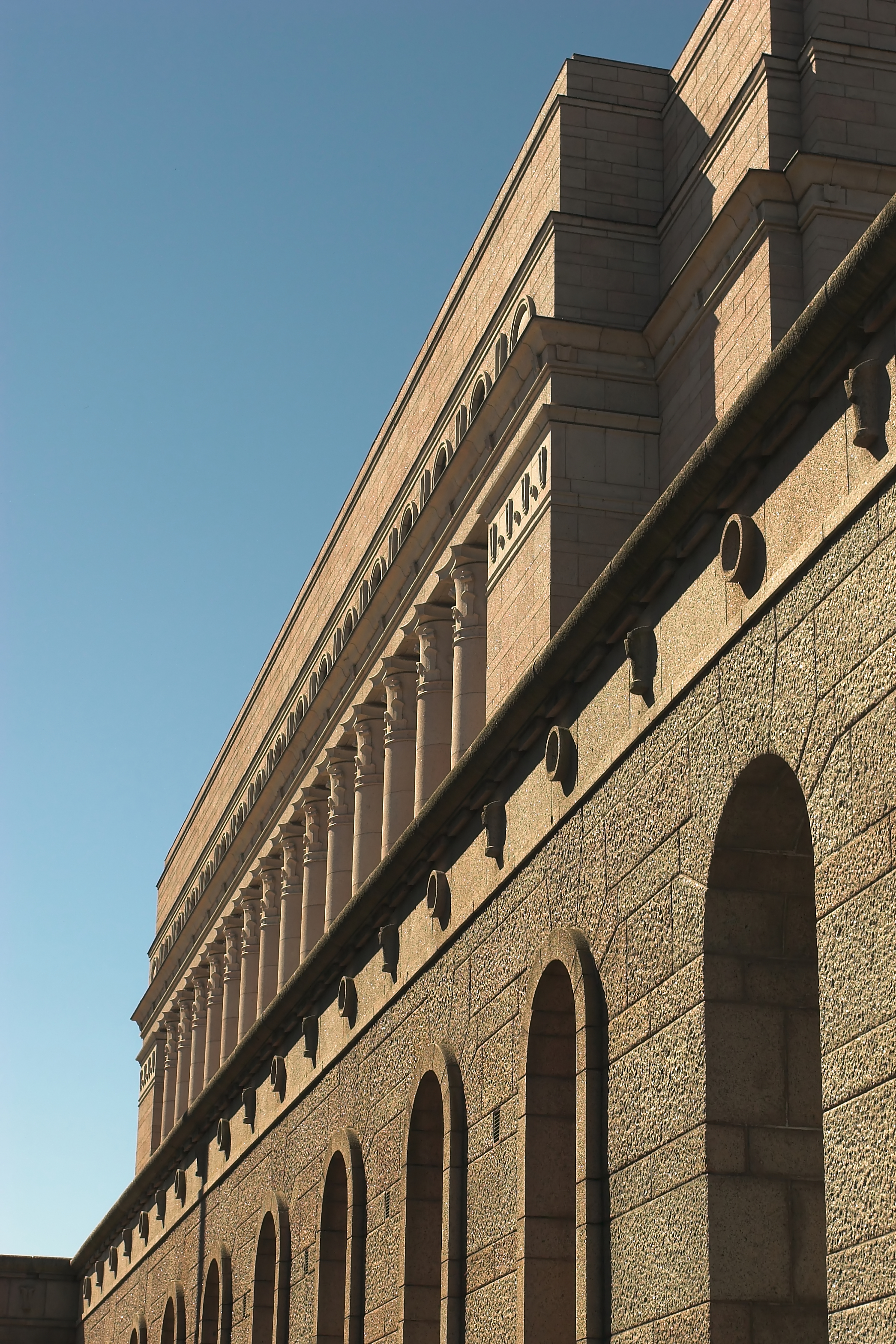
Exterior da Eduskuntatalo feito com granito vermelho.

## Arquitetura
Sirén projetou a Eduskuntatalo em um estilo arquitetônico clássico combinando neoclassicismo com o modernismo do início do século XX. A combinação de colunas simplificadas e balaústres com geometria planar simplificada de Sirén tem comparação com explorações similares de Erik Gunnar Asplund e Jože Plečnik. O exterior é de granito vermelho da cidade de Kalvola. A fachada é revestida por catorze colunas com capitéis coríntios.
O edifício tem cinco andares, cada um dos quais é único. Os pisos são conectados por uma escada de mármore branco e elevadores paternoster. O mais importante para os visitantes são o átrio principal, a câmara plenária e a sala de recepções.
Algumas das adições posteriores notáveis ao edifício são o anexo da biblioteca terminado em 1978 e um bloco de escritórios separado, o Pikkuparlamentti (em português: pequeno parlamento), um novo anexo do parlamento terminado em 2004.

## Visitas
Há visitas guiadas organizadas aos sábados às 11:00 e 12:30 e aos domingos às 12:00 e 13:30; Também nos finais de semana em julho e agosto às 14:00. Terças e sextas-feiras o público pode assistir ao Parlamento em sessão das galerias.

## Ligações Externas
- Folheto da Eduskuntatalo
- Site oficial do Parlamento Finlandês
- Informação sobre a Eduskuntatalo